# Houston Calls
Houston Calls ist eine US-amerikanische Power-Pop-Punk-Band, deren Mitglieder ursprünglich aus Rockaway, New Jersey stammen. Gegründet wurde die Band im Jahre 2003 und ist heute bei Drive-Thru Records unter Vertrag.

## Mitglieder
- Thomas „Chitty“ Keiger – Gesang und Gitarre
- Jose Lopez – Gitarre und Background-Gesang
- Ryohei Richard „Okie“ Okamoto – Keyboard, backup vocals
- Jarrett Seltzer – Bass
- Joshua Michael Gibsby – Schlagzeug

## Frühere Mitglieder
- Tommie Clayton – Schlagzeug
- Kenny Ryan – Gitarre

## Diskographie
Alben
- A Collection of Short Stories (2005)
- The End of an Error (2008)

 EPs
- 4 Song Sampler (2003)
- Sampler Volume 2 (2004)